# M (Ayumi Hamasaki)
M è un brano musicale della cantante giapponese Ayumi Hamasaki, pubblicato come suo diciannovesimo singolo il 13 dicembre 2000. Il brano è il primo estratto dall'album I Am.... Il singolo è arrivato alla prima posizione della classifica Oricon dei singoli più venduti in Giappone ed ha venduto oltre 500 000 copie nella prima settimana, ed un totale di 1.319.070. Al 2012, è il singolo di maggior successo nella carriera della Hamasaki: oltre ad essere certificato disco di diamante, il brano ha vinto il  Japan Gold Disc Award come "Canzone dell'anno".
Nel corso della canzone la protagonista si indirizza ad una donna chiamata "Maria". La Hamasaki si è sempre mantenuta ambigua sulla vera identità della donna. Dichiarò che un amico le aveva raccontato di una santa chiamata Maria (la madre di Cristo). La donna della canzone viene definita un personaggio che "non cambia nonostante il passare del tempo".
Sicuramente i contenuti del videoclip di "M" avvicinano questa donna misteriosa alla Vergine della religione cristiana.

## Tracce
CD singolo giapponese
1. M 'Original Mix'
2. M 'Dub's Hard Pop Remix'
3. Seasons 'Yuta's Weather Report Mix'
4. M 'Nicely Nice Winter Parade Remix'
5. Far Away 'Laugh & Peace Mix'
6. M 'Rewired Mix'
7. M 'Smokers Mix'
8. M 'Rank-M Mix'
9. M 'Neurotic Eye's Mix'
10. M 'Original Mix -Instrumental-'

Download digitale giapponese
1. M 'Original Mix'
2. M 'Dub's Hard Pop Remix'
3. Seasons 'Yuta's Weather Report Mix'
4. M 'Nicely Nice Winter Parade Remix'
5. Far away 'Laugh & Peace Mix'
6. M 'Rewired Mix'
7. M 'Smokers Mix'
8. M 'Rank-M Mix'
9. M 'Neurotic Eye's Mix'

LP europeo
1. M (Above & Beyond Vocal Dub Mix)
2. M (Above & Beyond Vocal Mix)
3. M (Van Eyden vs. M.O.R.P.H. Remix)
4. M (Tectonic Shift vs. André Visior Remix)

CD singolo europeo
1. M (Above & Beyond Edit)
2. M (Van Eyden vs. M.O.R.P.H. Remix Edit)
3. M (Tectonic Shift vs. André Visior Remix Edit)
4. M (Above & Beyond Vocal Dub Mix)
5. M (Above & Beyond Typhoon Dub Mix)
6. M (Above & Beyond Vocal Mix)

## Classifiche
| Giappone (2001)             | Posizione |
| --------------------------- | --------- |
| Oricon Weekly Singles Chart | 1         |
| Oricon Yearly Singles Chart | 2         |